# Casa Vicens Macià
La Casa Vicens Macià és un edifici del municipi de Tossa de Mar (Selva). És un edifici de tres plantes i coberta de doble vessant situat entre mitgeres. La façana està arrebossada i pintada de blanc. És una obra inclosa en l'Inventari del Patrimoni Arquitectònic de Catalunya.

## Descripció
La planta baixa té un sòcol de pedra fragmentada i pissarrenca. Hi ha tres obertures, dues d'elles aprofitades de la casa original de finals del segle xviii, encara que adaptades. La porta principal, ara adaptada com a finestra conté una llinda monolítica amb la llegenda VICENS 1780 MASIA, relativa al nom del propietari i la data de construcció original.
El primer pis consta de dos balcons individuals i finestres de pedra, del segle xix. El segon pis i la terrassa superior són afegits del segle xx, amb dues finestres i balcó corregut d'obra i rajola. La cornisa és senzilla, amb una filera de teula.

## Història
Bona part de les cases i els carrers de la vila nova de Tossa són originàries del segle xviii, quan la vila va suportar un creixement econòmic i demogràfic que va urbanitzar aquesta zona. Moltes d'elles, malgrat haver-se reformat interiorment i exteriorment, han conservat restes de les cases originals, com ara llindes gravades o finestres motllurades de pedra. D'altra banda, aquests elements són, la major part de les vegades, els únics elements conservats. En aquest cas, aquesta casa és originària del segle xviii i reformada al segle xx.